# Thanatus vulgaris
Thanatus vulgaris är en spindelart som beskrevs av Simon 1870. Thanatus vulgaris ingår i släktet Thanatus och familjen snabblöparspindlar. Utöver nominatformen finns också underarten T. v. creticus.